# Winnsboro (Caroline du Sud)
Pour les articles homonymes, voir Winnsboro.
La ville de Winnsboro est le siège du comté de Fairfield, situé en Caroline du Sud, aux États-Unis. Elle fait partie de l'aire métropolitaine de Columbia, la capitale de l'État.

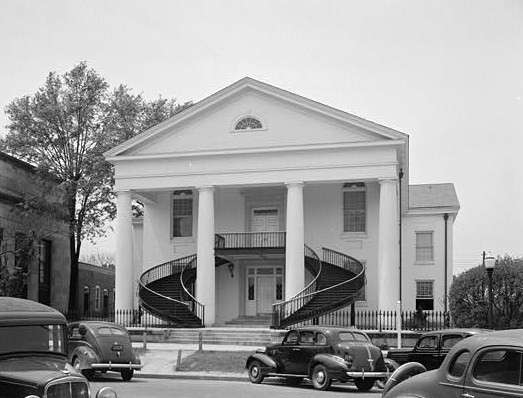
Le palais de justice du comté de Fairfield en 1940

## Démographie
| 1860 | 1870  | 1880  | 1890  | 1900  | 1910  |
| ---- | ----- | ----- | ----- | ----- | ----- |
| 355  | 1 124 | 1 500 | 1 738 | 1 765 | 1 754 |

| 1920  | 1930  | 1940  | 1950  | 1960  | 1970  |
| ----- | ----- | ----- | ----- | ----- | ----- |
| 1 822 | 2 344 | 3 181 | 3 267 | 3 479 | 3 411 |

| 1980  | 1990  | 2000  | 2010  | - | - |
| ----- | ----- | ----- | ----- | - | - |
| 2 919 | 3 475 | 3 599 | 3 550 | - | - |